# تونی آدامز (برنامه‌ساز)
تونی آدامز (انگلیسی: Tony Adams (producer)؛ ۱۵ فوریهٔ ۱۹۵۳ – ۲۲ اکتبر ۲۰۰۵) یک تهیه‌کننده اهل ایالات متحده آمریکا بود.